# Вамберкское кружево

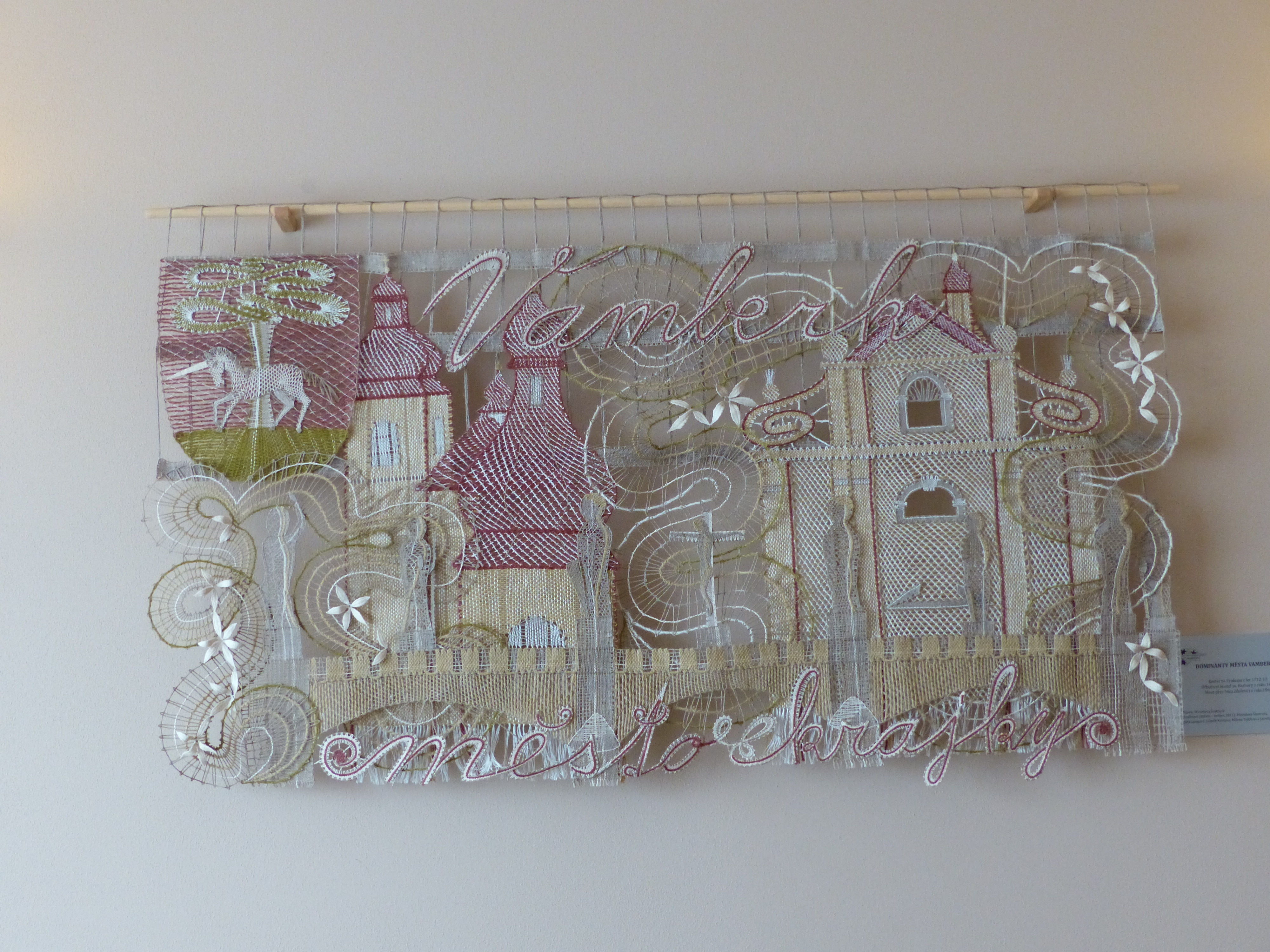
Кружево Вамберка

Вамберкское кружево — коклюшечное кружево, вариант кружевной ткани ручной работы, выполняемый мастерицами из чешского города Вамберк. Вамберкское коклюшечное кружево — метод соединения разного количества нитей, намотанных на коклюшки. По шаблону на подушке создаётся прозрачная узорчатая ткань путём скрещивания, переплетения и скручивания нитей с помощью булавок и коклюшек. Кружево может быть плоским, объёмным, представлять собой отдельное полотно или быть в составе другого текстиля.
Используется в одежде, аксессуарах для дизайна дома, в традиционных костюмах, предметах декора или одежде. Типичным считается вамберкское кружево, близкое образцам фламандских, венских и брюссельских валансьенских кружев.
В начале XX века более половины кружевниц в Вамберке владели техникой изготовления кружева из нитей, около трети могли плести кружевную тесьму, и только каждая пятая кружевница могла плести сложные узоры.

## История
Вдова владельца замка Потштейн в Краловеградецком крае Чехии, Магдалена Грамбова (Magdalena Grambová), поселилась в поместье Подорлице возле маленького городка Вамберк под Орлицкими горами. В архивных источниках 1642 года сохранилось упоминание о вдове и её кружевах. Она использовала в качестве образца рисунки кружев, привезённых из Фландрии, и в качестве новой технологии создания кружева — подушку цилиндрической формы (herdule) на прочной твёрдой основе.
Традиция кружевоплетения в Вамберке — неотъемлемая часть местной народной традиции с середины XVII века. Магдалена Грамбова, приехавшая из Фландрии, ввела коклюшечное плетение в качестве трудовой повинности среди местного населения. Сохранению традиции способствовало создание в 1889 году в Вамберке Первого чешского профессионального училища кружевоплетения.
Сочетание бельгийских узоров с новой технологией изготовления кружев способствовало быстрому расцвету этого вида народного промысла, его скорому распространению и созданию чешского традиционного кружевоплетения. Школа кружевниц оказала значительное влияние на развитие кружевоплетения в стране. Мастера кружевоплетения создавали новые узоры, в основном, на основе бельгийских, фламандских и венских кружев. Изначально простые рисунки развились в более сложные, изобретались новые, требующие особого умения и навыков. В это время начинают делать первые фигурные кружева, различные покрывала, вставки для постельного белья, роскошные красивые кружева к облачениям священников.
Во второй половине века в Богемии почти 6 тысяч человек зарабатывали плетением кружев на коклюшках. Кружевным рукоделием занимались не только женщины, но и дети, мужчины, и скоро чешское кружево получило известность и стало цениться во всей Европе. Из-за того, что кружевами торговали, поставляя их на большие расстояния, не всегда можно было определить, откуда происходит то или иное кружево. Идентификация затруднена также и тем, что ряд видов коклюшечного кружева изготавливался в нескольких местах — параллельно в Чехии, Моравии, а также Словакии.
В мае 1946 года в Вамберке был основан кооператив «Вамберкское кружево» (Vamberecká krajka CZ), сохраняющее традиции плетения кружев и объединявшее старые технологии с современными формами. В кооперативе изготавливали кружева для женской одежды, предметов интерьера, украшения из кружев по эскизам известных художников и собственных дизайнеров. Кооператив позднее был преобразован в функциональную производственно-ремесленную зону и музей под открытым небом с экскурсионным маршрутом.
На международной выставке EXPO 1958 чешские кружевницы были удостоены золотой и серебряной медалей, а в 1967 году победили на Всемирной выставке в Монреале.
В городе открыт «Музей кружева», который выступает организатором Биеннале чешского кружева с 2002 года, проходит «Праздник кружева» и ежегодная Международная встреча кружевниц, на которой вручается высшая награда — золотая коклюшка.
В 2012 году исполнилось 370 лет с момента первого письменного упоминания об имении Вамберк и о первой школе кружевоплетения, благодаря чему Вамберк стал центром искусства кружевоплетения в Европе XVII века. Кооператив Чехии обратился с призывом к кружевницам страны, чтобы отдать дань уважения кружевам Вамберка и спонсировал создание кружевного полотна максимального размера. В реализации проекта приняло участие множество кружевниц со всех уголков Чехии. Работа по коллажу художницы Марселы Градецкой под названием «Радуга Вамберка» началась в юбилейном году и завершилась в январе 2013 года. Её результатом стало кружево длиной 4,70 м и высотой 2,08 м, в котором использовано 347 кружевных мотивов, 14 цветов, а его вес составил 3,47 кг. Работа занесена в Книгу рекордов Чехии

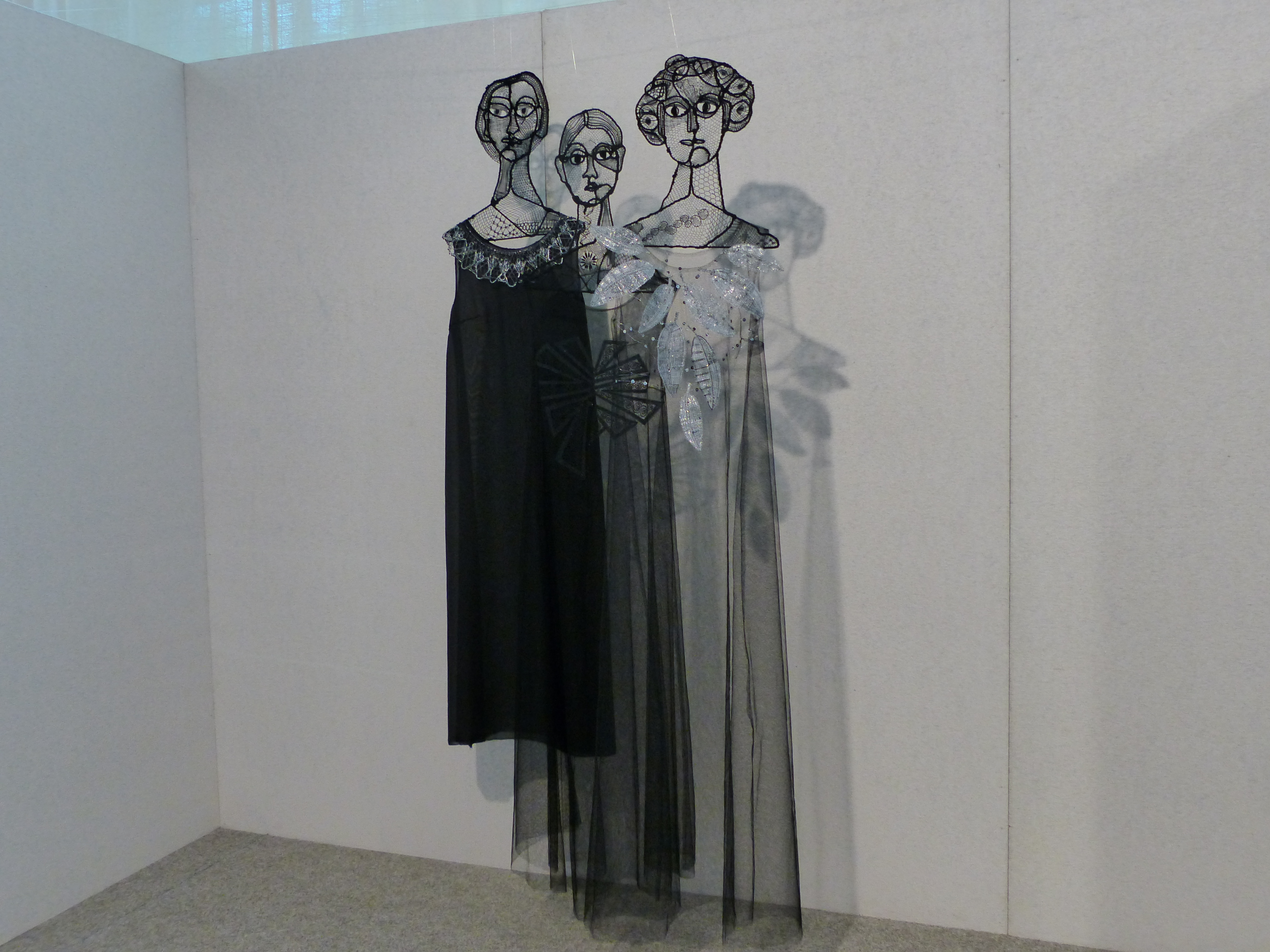
Вамберкское кружево
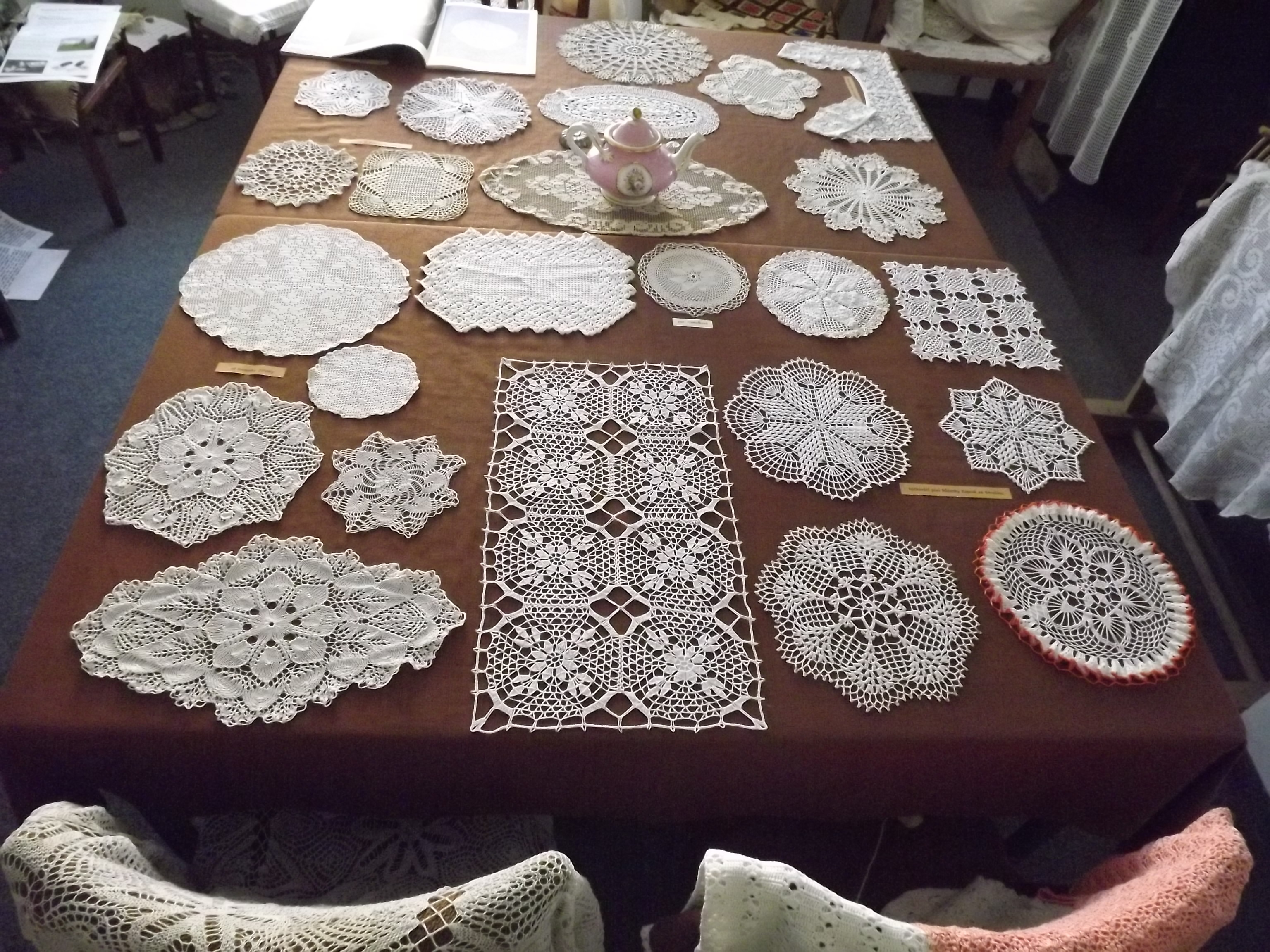
Изделия из кружева
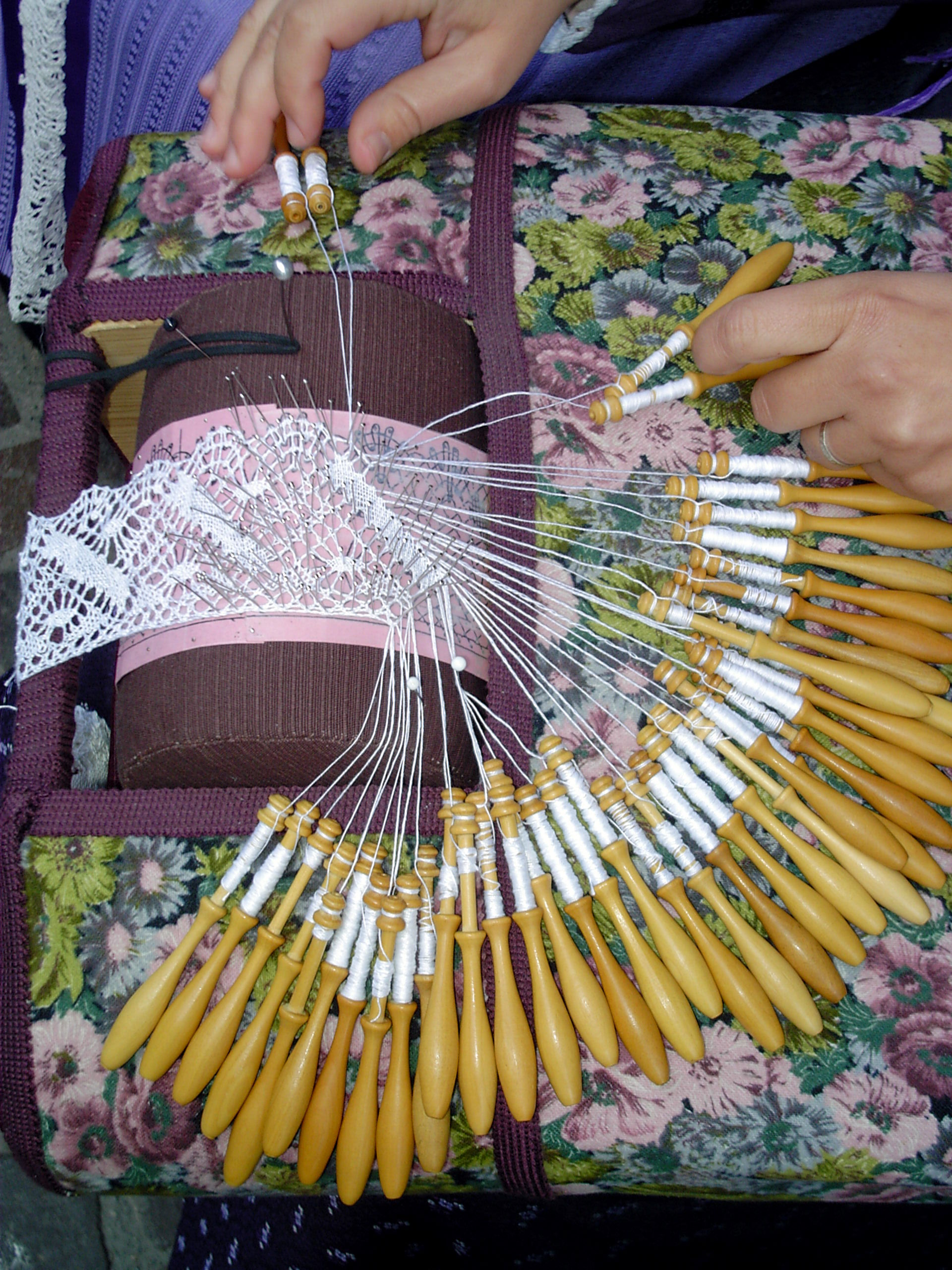
Кружевница за плетением ленты.
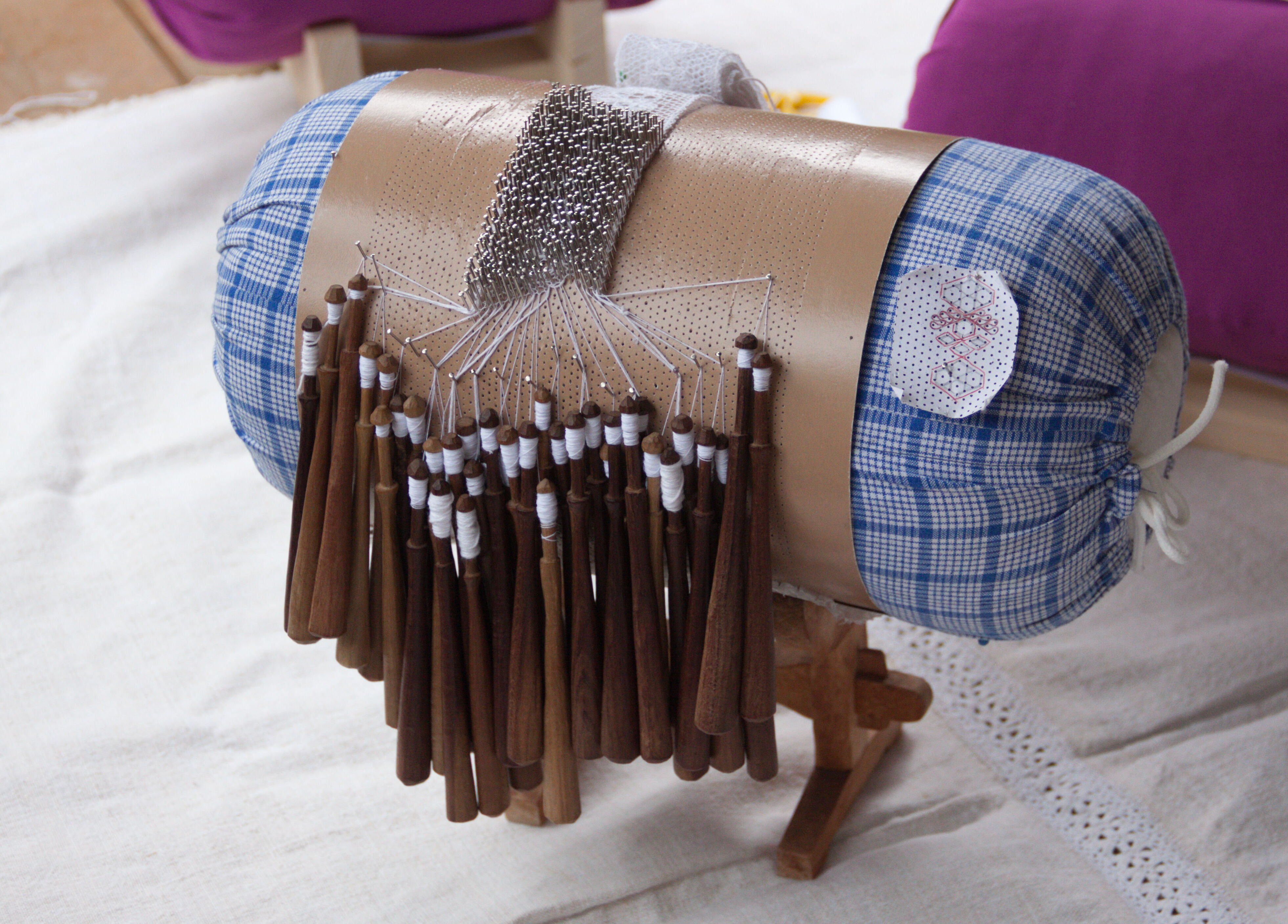
Изготовление кружева, Словакия
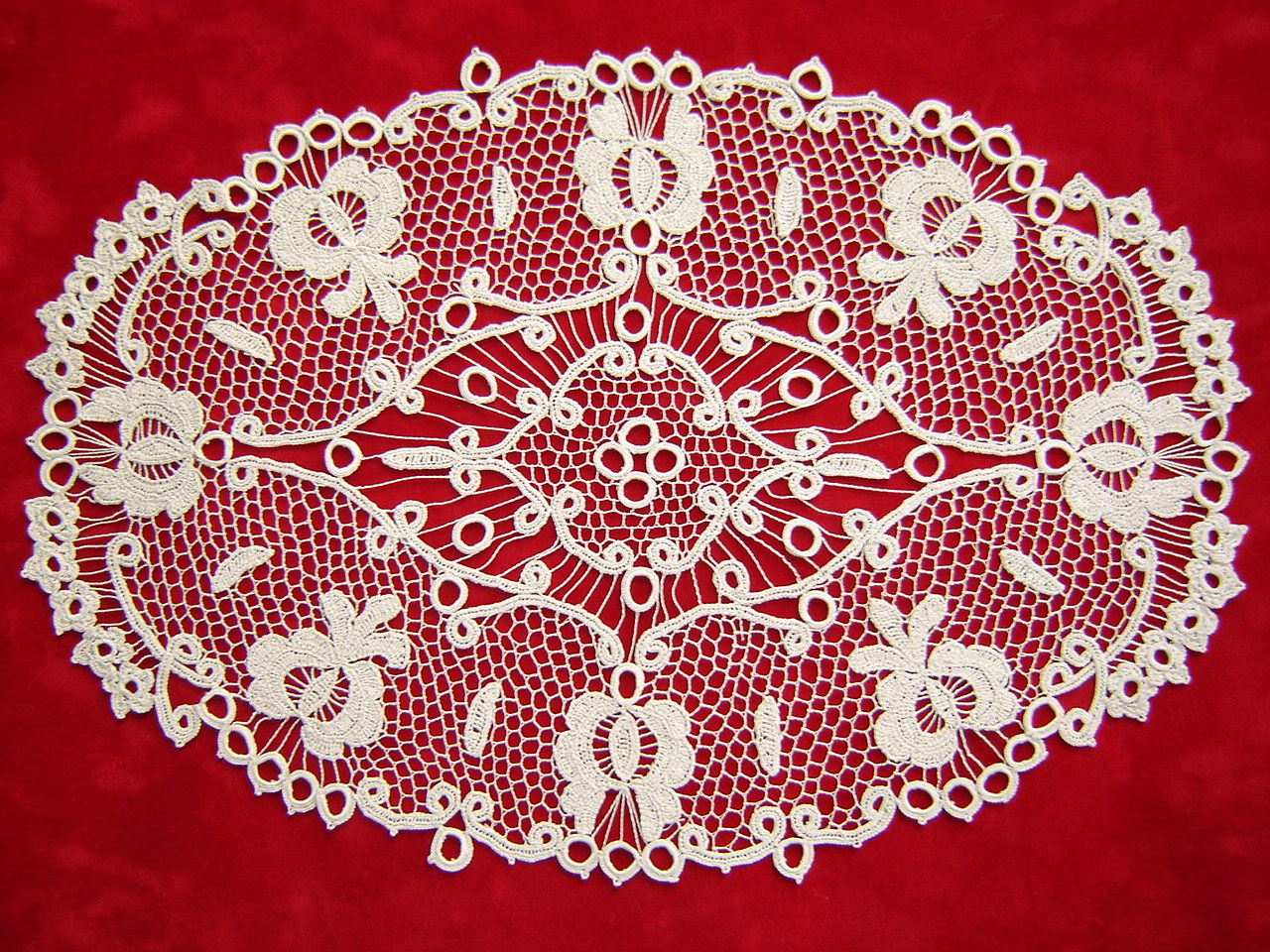
Старинное кружево
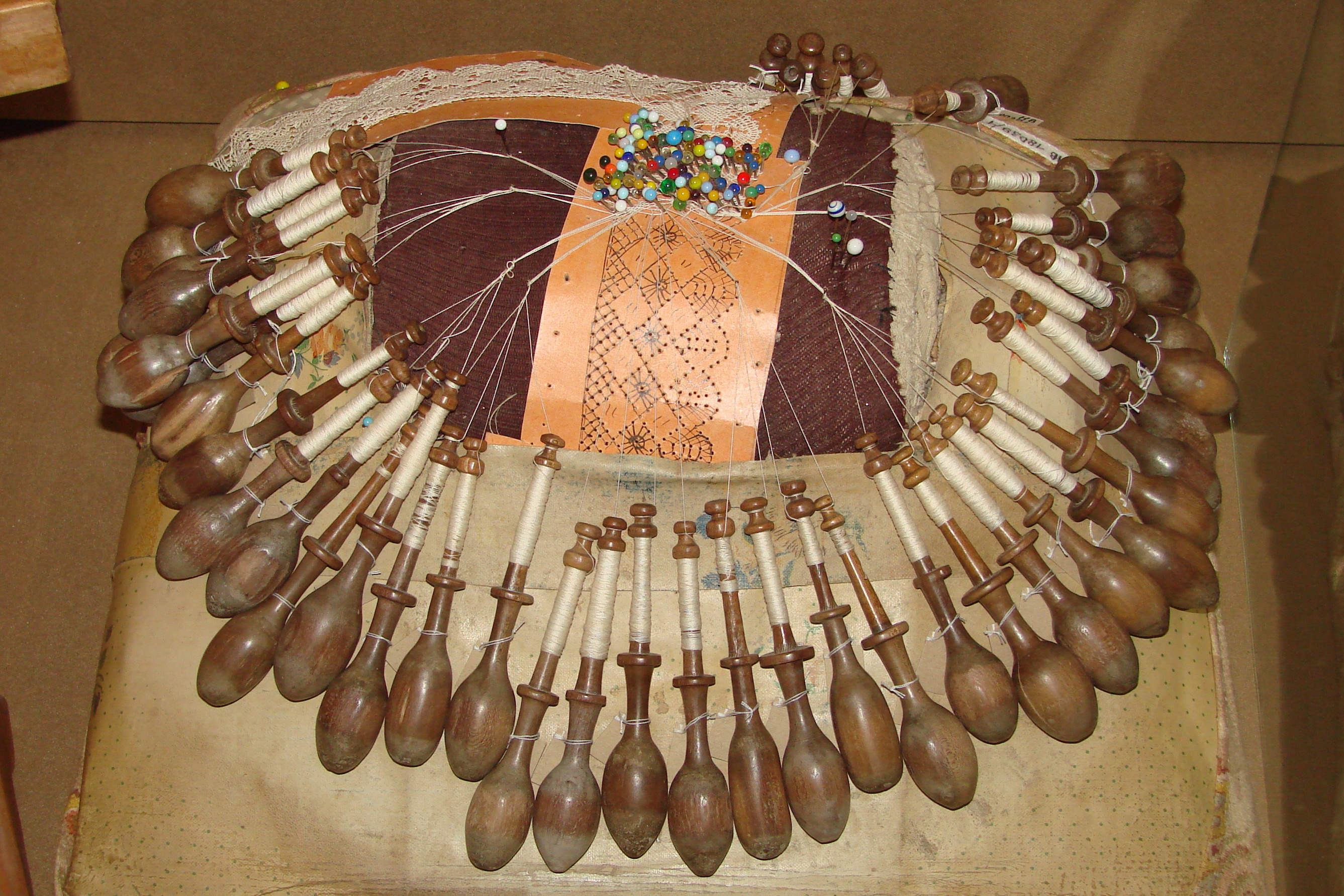
Музей кружева
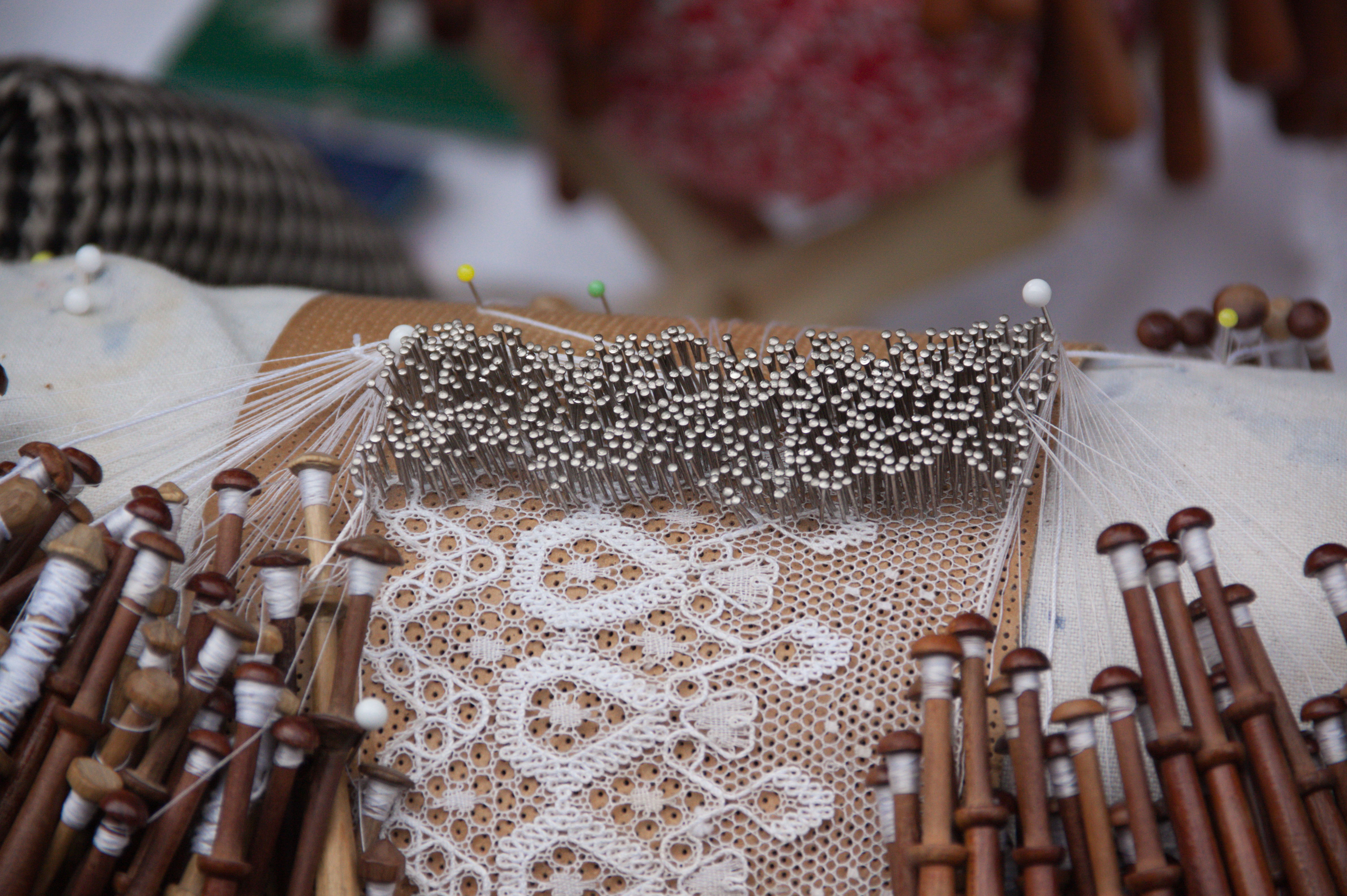
Коклюшечное кружево. Словакия

## Техника
Кружево производится путём скрещивания и связывания свободных непрерывных нитей, намотанных на деревянные палочки — коклюшки. Техника кружева на коклюшках представляет собой создание кружевной ткани с помощью маленьких палочек и шаблона на валиках (подушках) разного размера и длины. Коклюшки аккуратно проворачиваются таким образом, чтобы нити разматывались точно по рисунку и не путались между собой. Работа выполняется непрерывно, иногда по нескольку часов в день. Наиболее используемой остаётся традиционная техника. Отклонение от классических кружевных техник и материалов проявляется в современном свободном творчестве авторов, которые расширяют технику плетения и используют материалы, соответствующие их художественному замыслу.
Плетение осуществляют по заранее разработанному рисунку-шаблону, который закрепляется на подушечках разного размера. Материал нитей, в основном, хлопок, шёлк и лён, в старину использовали нить из конопли и даже крапивы. В некоторых случаях в кружево вплетают золотую или серебряную нить. Традиции кружевоплетения сохраняются, мастерицы передают технику и секреты ремесла из поколения в поколение и воспринимают её как часть своей идентичности. Традиция кружевоплетения в Вамберке занесена в Список нематериальных активов традиционной народной культуры Чешской Республики.
Виды кружева
Кружева представляют собой многопарную тесьму со сложным кружевным рисунком из тонкой пряжи, которую иногда пришивают к тюлевой основе (сетке). Термин, относящийся к технике плетения рисунка, происходит от способа, которым обозначено «перетаскивание» нити — справа налево и наоборот при забросе коклюшки. Лучшими для изготовления коклюшек считаются фруктовые деревья с мягкой древесиной, например, слива. Общего мотива или рисунка для кружева не существует, характерные рисунки — трилистник, плоды и ягоды, растительные, геометрические и множество других узоров. Ленточное кружево пришло из восточной Европы и представляет собой узкую полосу, которая плетётся при помощи шести или десяти пар коклюшек. Кружево Западной Европы представлено многопарным, сложным исполнением и рисунком. В Вамберке сходятся оба направления и исключительно в этой местности производится так называемое «шлейфовое кружево»(чешск. vamberecká vláčková krajka) — кружево западноевропейского стиля длиной около метра с различным узором, выполняемое множеством коклюшек. Прямое с одной стороны кружевной ленты, оно может иметь «зубцы» круглой или заострённой формы (иногда напоминающие по форме факел) на другой стороне. Узкое ленточное кружево выполняется в одной технике, отдельные части получившегося узора сшивают между собой или соединяют крючком. Широкие ленты, имеющие несколько рядов рисунка, плетут по всей ширине одновременно; узор, который создаёт кружевница, зависит от используемой техники и фантазии автора. Техника такого кружева более сложная, поскольку для изготовления широкого полотна требуется во много раз большее количество коклюшек — от десятков до сотен. Такие кружева плели из очень тонких нитей (иногда не толще волоса), контур узора выполнялся из более прочных нитей. В прошлом подобные кружева плели в подвалах, где была высокая влажность — нить и кружево после того, как его снимали с подушек, лучше сохраняли форму. Кружевницы Брюгге называли подобную сложную, тонкую работу с изящным рисунком «швом колдуньи». Рисунки могли быть цветочными, арфовыми, гардинными и другими.
Вамберкское узорное шлейфовое кружево — самый распространённый вид кружева в окрестностях Вамберка — Седлице, Стражова и других, уникально для данной местности. Это разновидность многопарного кружева, в основе которого были типичны узоры: чёрточки, кубики, зубчики, вмятины, зубцы, завитки и т.д
Видов кружева, как и техники плетения, было очень много, каждое из них получало своё название. Имена, которыми наделяли кружева, — пример креативности кружевниц и их любви к своему ремеслу. Кружево с мотивом фигурок или цветов носило название «парижское», «дырочное», «гороховое». Кружево с именем «кафельная плитка» имело множество вариантов изготовления. Было грубое кружево, которое называли «полузолотым» или «блинами»; средние кружева — «пушистыми», «дубравскими», «фальшивыми» и «лягушачьими»; тонкое кружево — «рейсоване», «файновце» и «файновачки» (чешск. «rejsované», «fajnovce» и «fajnováčky»). Кружева с характерными геометрическими узорами, по краю дополненные «обводкой» из тонкой белой пряжи, называли «блондин», «шантильи», «лилль» и т. д.